# 644 Cosima
Cosima (asteróide 644) é um asteróide da cintura principal com um diâmetro de 19,92 quilómetros, a 2,1997704 UA. Possui uma excentricidade de 0,1544563 e um período orbital de 1 532,71 dias (4,2 anos).
Cosima tem uma velocidade orbital média de 18,46596811 km/s e uma inclinação de 1,04065º.
Esse asteróide foi descoberto em 7 de Setembro de 1907 por August Kopff.